# Conus mcgintyi
Conus mcgintyi е вид охлюв от семейство Conidae. Видът не е застрашен от изчезване.

## Разпространение и местообитание
Разпространен е в Мексико (Веракрус, Кампече, Табаско, Тамаулипас и Юкатан) и САЩ (Алабама, Джорджия, Луизиана, Северна Каролина, Тексас, Флорида и Южна Каролина).
Среща се на дълбочина около 165 m, при температура на водата около 18,2 °C и соленост 36,3 ‰.